# Hướng về cuộc sống
Hướng về cuộc sống (Tiếng Anh: Back to field):là một chương trình truyền hình thực tế về sinh hoạt cuộc sống do đài truyền hình Hồ Nam kết hợp với Hợp Tâm Media Chiết Giang sản xuất. Trong chương trình tất cả mọi người sẽ phải cùng nhau trở về vùng nông thôn, tự lực cánh sinh, tự cung tự cấp, tận tình chăm sóc khách tới chơi.Bao gồm các thành viên: Huỳnh Lỗi (diễn viên), Hà Cảnh (người dẫn chương trình), Henry Lau(ca sĩ), Bành Dục Sướng (diễn viên), Trương Nghệ Hưng (ca sĩ diễn viên), Trương Tử Phong (diễn viên)

## Giới thiệu
Chủ đề của chương trình lần này là "Rời xa nhịp sống hối hả và nhộn nhịp của thành phố, đưa bạn đi tìm cuộc sống mà bạn hằng khao khát". Mỗi mùa, 3-4 người nổi tiếng trẻ và trung niên trong lĩnh vực nghệ thuật biểu diễn sẽ được mời tham gia chương trình với tư cách khách mời thường trú, và cốt truyện sẽ được phát triển dựa trên cuộc sống của họ trong “ngôi nhà nấm” của những ngôi nhà nông thôn. phải làm công việc đồng áng, v.v ... Để đổi lấy nguyên liệu và tiền lương thực, và sử dụng những nhu cầu thiết yếu hàng ngày duy nhất trong nhà dân để sống một cuộc sống tự cung tự cấp. Đồng thời, mỗi tập của chương trình sẽ có sự xuất hiện của một số khách mời đến "Ngôi nhà nấm" với tư cách là khách để trải nghiệm cuộc sống nông thôn với một số khách lưu trú 

## Các mùa
| Mùa | Chủ đề         | Bắt đầu    | Kết thúc   | Số tập |
| --- | -------------- | ---------- | ---------- | ------ |
| 1   | Nông dân       | 15-1-2017  | 16-4-2017  | 14     |
| 2   | Giang Nam      | 20-4-2018  | 6-7-2018   | 14     |
| 3   | Tương Tây      | 26-4-2019  | 19-7-2019  | 13     |
| 4   | Thải Vân       | 08-05-2020 | 24-07-2020 | 12     |
| 5   | Đào Hoa Nguyên | 23-4-2021  | 23-7-2021  | 14     |
| 6   | Làng Ao Cá Mập | 29-4-2022  | 29-7-2022  | 14     |

### Mùa 1 - Nông dân (2017)
Hướng về cuộc sống mùa 1 với 3 nhân vật chính gồm: Hà Cảnh, Huỳnh Lỗi và Lưu Hiến Hoa. Địa điểm quay tại Tân Thành Tử Trấn, Mật Vân, Bắc Kinh, tại đây còn có chú chó Shiba được gọi là H (Tiếng Trung: Ham ăn). Tiết mục ra tập giới thiệu vào 8-1-2017, đến 15-1-2017 bắt đầu phát sóng đến ngày 16-4-2017 thì kết thúc.

### Mùa 2 - Giang Nam (2018)
Hướng về cuộc sống mùa 2 giữ nguyên các thành viên của mùa 1, đồng thời tăng thêm một thành viên chính thức là Bành Dục Sướng. Địa điểm quay lần này tại Cựu Huyền Nhai Đạo, Đồng Lư, Hàng Châu, Chiết Giang. Tiết mục ra tập giới thiệu vào 13-4-2018, đến 20-4-2018 bắt đầu phát sóng chính thức và kết thúc vào ngày 6-7-2018.

### Mùa 3 - Tương Tây (2019)
Ngày 10 tháng 3 năm 2019, Lưu Hiến Hoa tại Weibo cá nhân tuyên bố muốn tập trung vào sự nghiệp âm nhạc, vì thế sẽ không tham dự mùa 3 của chương trình. Mặt khác, các thành viên khác gồm: Huỳnh Lỗi, Hà Cảnh và Bành Dục Sướng vẫn tiếp tục tham dự chương trình. Ngoài ra, nguyên bản là khách mời tập đầu tiên Trương Tử Phong sau khi ghi hình kết thúc đã lưu tại nhà nấm, trở thành thành viên chính thức thứ 4. Ngày 19 tháng 3, chương trình bắt đầu khởi quay, địa điểm tại trấn Mặc Nhung, Cổ Trượng, Tương Tây, Hồ Nam. Tiết mục ra tập giới thiệu vào 25-4-2019, đến 26-4-2019 bắt đầu phát sóng chính thức và kết thúc vào ngày 19-7-2019.

### Mùa 4 - Thải Vân (2020)
Hướng về cuộc sống mùa 4 với 4 nhân vật chính gồm: Hà Cảnh, Huỳnh Lỗi, Bành Dục Sướng và Trương Tử Phong . Ngày 26 tháng 3, chương trình bắt đầu khởi quay, địa điểm tại Trấn Mãnh Hãn, Tây Song Bản Nạp, Vân Nam. Tiết mục ra tập giới thiệu vào 01-5-2020, đến 08-5-2020 bắt đầu phát sóng chính thức và kết thúc vào ngày 24-7-2020.
Mùa 5 - Đào Hoa Nguyên (2021)
Hướng về cuộc sống mùa 5, Trương Nghệ Hưng (Lay) tham gia với tư cách là thành viên chính thức cùng với các thành viên cũ mùa 4 như: Huỳnh Lỗi, Hà Cảnh, Bành Dục Sướng, Trương Tử Phong và cùng . Chương trình bắt đầu ghi hình vào ngày 18-3-2021. Địa điểm ghi hình tại Thôn Bạch Lân Châu, Đào Hoa Nguyên, Thường Đức, Hồ Nam. Ngày 23 tháng 4 bắt đầu phát sóng chính thức.
Mùa 6 - Làng Ao Cá Mập, Hải Nam (2022)
Hướng về cuộc sống mùa 6, vẫn giữ nguyên 5 thành viên cũ của mùa 5: Huỳnh Lỗi, Hà Cảnh, Trương Nghệ Hưng, Bành Dục Sướng, Trương Tử Phong. Chương trình bắt đầu ghi hình vào ngày 7-3-2022. Địa điểm ghi hình tại làng Ao Cá Mập, trấn Hải Vĩ, Xương Giang, Hải Nam. Nguyện vọng của các thành viên Nhà Nấm được thực hiện đó là đến bờ biển. Ngày 29-4 bắt đầu phát sóng chính thức.

## Các thành viên

### Thành viên
| Tên và ngày sinh                        | Ghi chú |
| --------------------------------------- | --- |
| Hà Cảnh 28 tháng 4, 1974                | Mùa 1, mùa 2, mùa 3, mùa 4, mùa 5, mùa 6                                                                                          |
| Huỳnh Lỗi 6 tháng 12, 1971              | Mùa 1, mùa 2, mùa 3, mùa 4, mùa 5, mùa 6                                                                                          |
| Lưu Hiến Hoa （Henry）11 tháng 10, 1989 | Mùa 1, mùa 2. Mùa 3 do công việc cá nhân nên tạm dời khỏi chương trình. Tập 13 mùa 3, trở lại chương trình với vai trò khách mời. |
| Bành Dục Sướng 25 tháng 10, 1994        | Mùa 2, mùa 3, mùa 4, mùa 5, mùa 6                                                                                                 |
| Trương Tử Phong 27 tháng 8, 2001        | Mùa 3, mùa 4, mùa 5, mùa 6 Nguyên bản là khách mời tập 1 mùa 3, sau khi ghi hình kết thúc lưu lại nhà nấm.                        |
| Trương Nghệ Hưng (Lay) 7 tháng 10, 1991 | Mùa 5 (thành viên mới), mùa 6 |

### Tổ chế tác
| Tên            | Chức vị            | Tác phẩm |
| -------------- | ------------------ | --- |
| Vương Chính Vũ | PD (Người chế tác) | Chiết Giang TV (Bố đã về) Chiết Giang TV (Running Brother) Đông Phương TV (Thử thách cực hạn) Đông Phương TV (Thanh xuân lữ quán) |
| Trần Cách Châu | PD (Người chế tác) | Chiết Giang TV (Running Brother)                                                                                                  |
| Trương Hàng Hy | PD (Người chế tác) | Chiết Giang TV (Running Brother)                                                                                                  |

### Động vật
| Tên             | Chủng loại | Ghi chú |
| --------------- | ---------- | --- |
| H （爱吃）      | Chó Shiba  | Thú cưng của Trương Hàng Hy PD. |
| Tiểu Hoàng      | Gà         | Tập 3 mùa 1 |
| Tiểu Hoa        | Gà         | Tập 3 mùa 1 |
| Tiểu Bạch       | Gà         | Tập 3 mùa 1 |
| Điểm điểm       | Dê         | Mùa 1, mùa 2 Do khách mời mùa 1 - Trần Hách tặng cho "Nhà Nấm" Điểm Điểm: Sau khi kết thúc mùa 2, do viêm dạ dày cấp nên qua đời. Thiên Bá: đầu năm 2020, vì sinh khó nên qua đời |
| Thiên bá        | Dê         | Mùa 1, mùa 2 Do khách mời mùa 1 - Trần Hách tặng cho "Nhà Nấm" Điểm Điểm: Sau khi kết thúc mùa 2, do viêm dạ dày cấp nên qua đời. Thiên Bá: đầu năm 2020, vì sinh khó nên qua đời |
| Đèn lồng        | Ngan       | Do Hà Cảnh, Huỳnh Lỗi, Lưu Hiến Hoa và Đại Trương Vỹ từ trại chăn nuôi được đến                                                                                                   |
| O               | Chó Shiba  | Mùa 2 Thú cưng của Trương Hàng Hy PD. |
| 12 chú vịt vàng | Vịt        | Mùa 2 Do khách mời Ba Đồ tặng cho "Nhà Nấm". Mùa 3, do điều kiện khí hậu nên không xuất hiện.                                                                                     |
| Xoong           | Chó Shiba  | Mùa 3, con của H và O Chậu được Trương Kế Khoa nhận nuôi Xoong được Trương Tử Phong nhận nuôi Tô được Tống Thiến nhận nuôi Gáo được Vương Lạc Đan nhận nuôi.                      |
| Tô              | Chó Shiba  | Mùa 3, con của H và O Chậu được Trương Kế Khoa nhận nuôi Xoong được Trương Tử Phong nhận nuôi Tô được Tống Thiến nhận nuôi Gáo được Vương Lạc Đan nhận nuôi.                      |
| Gáo             | Chó Shiba  | Mùa 3, con của H và O Chậu được Trương Kế Khoa nhận nuôi Xoong được Trương Tử Phong nhận nuôi Tô được Tống Thiến nhận nuôi Gáo được Vương Lạc Đan nhận nuôi.                      |
| Chậu            | Chó Shiba  | Mùa 3, con của H và O Chậu được Trương Kế Khoa nhận nuôi Xoong được Trương Tử Phong nhận nuôi Tô được Tống Thiến nhận nuôi Gáo được Vương Lạc Đan nhận nuôi.                      |
| Tô Tô           | Bò sữa     | Mùa 3 Mùa 5 không xuất hiện vì cho con bú sau sinh và được nuôi bởi thương gia trên trang trại độc quyền của Deluxe                                                               |
| Tiểu bất điểm   | Dê         | Tập 6 mùa 3 Con của Thiên Bá |
| Động Bá         | Rùa        | Tập 7 mùa 4 Trần Hách gửi tặng đến nhà Nấm |
| Tua             | Rùa        | Tập 12 mùa 4 Do khách mời Trần Hách tặng nhà Nấm bầu bạn với Động Bá |

## Khách mời

### Mùa 1 - Nông dân
- Tập 1: Tống Đan Đan, Ba Đồ.
- Tập 2: Vương Trung Lỗi, Duy Ni, Trần Hách.
- Tập 3: Trần Hách
- Tập 4: Huệ Nhược Kỳ, Viên Tâm Nguyệt, Đinh Hà, Hải Thanh, Lý Giải, Dương Đông, Tằng Huy, Vương Tình.
- Tập 5: Hải Thanh, Lý Giải, Dương Đông, Tằng Huy, Vương Tình.
- Tập 6: Đại Trương Vỹ
- Tập 7-8: Đổng Tử Kiện, Tạ Y Lâm, Trần Đô Linh.
- Tập 9: Lý Băng Băng, Nhậm Tuyền
- Tập 10: Lý Băng Băng, Nhậm Tuyền, Ngụy Đại Huân, Dương Địch, Vương Thiến.
- Tập 11: Ngụy Đại Huân, Dương Địch, Vương Thiến, Bạch Bách Hà.
- Tập 12: Bạch Bách Hà, Tạ Na.
- Tập 13: Tạ Na, Triệu Lệ Dĩnh, Tôn Hồng Lôi.
- Tập 14: Tạ Na, Triệu Lệ Dĩnh.

### Mùa 2 - Giang Nam
- Tập 1: Từ Tranh, Vương Nghiên Huy, Vương Nghệ Nặc, Vương Uyên Tuệ.
- Tập 2: Từ Tranh, Vương Nghiên Huy, Trương Kiệt, Kim Văn Kỳ.
- Tập 3: Trương Kiệt, Kim Văn Kỳ, Trương Thiệu Cương, Lý Đản, Trì Tử.
- Tập 4: Trương Thiệu Cương, Lý Đản, Trì Tử, Phan Việt Minh, Lý Tiểu Nhiễm.
- Tập 5: Phan Việt Minh, Lý Tiểu Nhiễm, Trương Tử Phong, Vương Lạc Đan, Tống Đan Đan, Ba Đồ, Triệu Bảo Cương.
- Tập 6: Trương Tử Phong, Vương Lạc Đan, Tống Đan Đan, Ba Đồ, Triệu Bảo Cương, Thích Vy
- Tập 7: Thích Vy, Đồng Lệ Á
- Tập 8: Thích Vy, Đồng Lệ Á, Lưu Quốc Lương, Vũ Đại Tịnh, Hàn Thiên Vũ.
- Tập 9: Lưu Quốc Lương, Vũ Đại Tịnh, Hàn Thiên Vũ, Trần Đô Linh, Thẩm Nguyệt, Sa Dật.
- Tập 10: Sa Dật, Lưu Thuần Yến, Ngô Ánh Khiết, Mao Bất Dịch, An Duyệt Khê, Vu Văn Văn, Lưu Duy, Triệu Thành Vũ, Trần Tử Do.
- Tập 11: Lưu Thuần Yến, Ngô Ánh Khiết, Mao Bất Dịch, An Duyệt Khê, Vu Văn Văn, Lưu Duy, Triệu Thành Vũ, Trần Tử Do, Hoàng Bột, Vương Tấn, Vu Hòa Vỹ.
- Tập 12: Hoàng Bột, Vương Tấn, Vu Hòa Vỹ.
- Tập 13: Hoàng Bột, Vương Tấn, Vu Hòa Vỹ, Nghê Ni, Dương Dĩnh, Lữ Tư Thanh.
- Tập 14: Vương Tấn, Nghê Ni, Dương Dĩnh.

### Mùa 3 - Tương Tây
- Tập 1: Trương Tử Phong, Châu Bút Sướng, Diệp Nhất Thiến, Hoàng Nhã Lị, Kỷ Đan Địch, Hoàng Thư Tuấn.
- Tập 2: Trương Tử Phong(MC), Châu Bút Sướng, Diệp Nhất Thiến, Hoàng Nhã Lị, Kỷ Đan Địch, Hoàng Thư Tuấn, Phượng Hoàng truyền kỳ, Anh em đũa.
- Tập 3: Phượng Hoàng truyền kỳ, anh em đũa, Trần Vỹ Đình, Trương Quân Ninh.
- Tập 4: Trần Vỹ Đình, Trương Quân Ninh, Trương Kế Khoa, Phan Thạch Ngật, Lưu Tuyền, Vương Thao.
- Tập 5: Trương Kế Khoa, Phan Thạch Ngật, Lưu Tuyền, Vương Thao, Mao Bất Dịch, Trì Tử, Vưu Trường Tình, Lý Tử Tuyền, Đồng Trác, Hoàng Tử Hoằng Phàm, Lão Lang, Lưu Nhã Thiết.
- Tập 6: Mao Bất Dịch, Trì Tử, Vưu Trường Tình, Lý Tử Tuyền, Đồng Trác, Hoàng Tử Hoằng Phàm, Lão Lang, Lưu Nhã Thiết, Vương Lệ Khôn, Trần Kiều Ân, Dung Tổ Nhi, Ngô Diệc Phàm, Tống Thiến.
- Tập 7: Vương Lệ Khôn, Trần Kiều Ân, Dung Tổ Nhi, Ngô Diệc Phàm, Tống Thiến.
- Tập 8: Vương Lệ Khôn, Trần Kiều Ân, Dung Tổ Nhi, Ngô Diệc Phàm, Tống Thiến, Nhậm Hiền Tề, Trương Bá Chi, Trần Phi Vũ, Hà Lam Đậu.
- Tập 9: Nhậm Hiền Tề, Trương Bá Chi, Trần Phi Vũ, Hà Lam Đậu.
- Tập 10: Nhậm Hiền Tề, Trương Bá Chi, Trần Phi Vũ, Hà Lam Đậu, Vương Đại Lục, Ngụy Đại Huân, Đàm Tùng Vận, Hùng Tử Kỳ, Tưởng Tuyết Minh
- Tập 11: Vương Đại Lục, Ngụy Đại Huân, Đàm Tùng Vận, Hùng Tử Kỳ, Tưởng Tuyết Minh, Trần Hách, Lộc Hàm, Đằng Hoa Đào.
- Tập 12: Trần Hách, Lộc Hàm, Đằng Hoa Đào, Tôn Lợi cùng đoàn Yêu thầm chốn đào nguyên.
- Tập 13: Lưu Hiến Hoa.

### Mùa 4 - Thải Vân
- Tập 1: Châu Tấn, Trương Tịnh Nghi, Quách Kì Lân
- Tập 2: Châu Tấn, Đào Hồng, Sa Dật, Trương Tịnh Nghi, Quách Kỳ Lân
- Tập 3: Tống Uy Long, Uông Tô Lang, Vi Á
- Tập 4: Huỳnh Hiểu Minh
- Tập 5: Hứa Nguỵ Châu, Nhậm Gia Luân, Đàm Tùng Vận
- Tập 6: Hứa Nguỵ Châu, Nhậm Gia Luân, Đàm Tùng Vận
- Tập 7: Hồ Tiên Hú, Hải Thanh, Nhậm Trọng
- Tập 8: Nhậm Trọng, Nhạc Vân Bằng, Mao Bất Dịch, Châu Thâm, Trương Thiệu Cương
- Tập 9: Lý Duy Gia, Ngô Hân, Đỗ Hải Đào
- Tập 10: Hứa Quang Hán, Âu Dương Na Na
- Tập 11: Lão Lang, Trịnh Quân, Âu Dương Na Na
- Tập 12: Trần Hách, Tống Đan Đan, Ba Đồ, Âu Dương Na Na
- Tập 13: Trần Hách, Tống Đan Đan, Ba Đồ, Âu Dương Na Na

### Mùa 5 - Đào Hoa Nguyên
- Tập 1: Không khách mời
- Tập 2: Trương Nghệ Hưng (thành viên mới)
- Tập 3: Kiều Sam, Lưu Hiểu Ấp
- Tập 4: Dương Tử
- Tập 5: Dương Tử
- Tập 6: Trần Hách, Lý Đản
- Tập 7: Trần Hách, Lý Đản, Lý Tuyết Cầm
- Tập 8: Không khách mời
- Tập 9: Na Anh, Lương Tịnh
- Tập 10: Lý Duy Gia, Vương Miễn, Lương Tĩnh Khang, Tô Thanh, Tề Tư Quân,Thạc Khải, Vũ Tinh, Võ Nghệ, Hoàng Nhã Lị, Lư Lượng
- Tập 11: Kim Tĩnh, Lưu Thăng Anh
- Tập 12: Sử Hàng, Chỉ Am, Lưu Hiểu Ấp, Hoàng Bột
- Tập 13: Sử Hàng, Chi Am, Lưu Hiểu Ấp, Hoàng Bột

### Mùa 6 - Sa Ngư Đường Thôn
- Tập 1: Không khách mời
- Tập 2: Lưu Hạo Nhiên,Văn Kỳ, Trương Hựu Hạo
- Tập 3: Lưu Hạo Nhiên,Văn Kỳ, Trương Hựu Hạo
- Tập 4: Thẩm Đằng, Mã Lệ
- Tập 5: Thẩm Đằng, Mã Lệ, Võ Đại Tĩnh, Nhậm Tử Uy
- Tập 6: Võ Đại Tĩnh, Nhậm Tử Uy, Doãn Phưởng, Mạnh Kha, Diêu An Na, Hứa Tri Viễn
- Tập 7: Dương Địch, Doãn Phưởng, Mạnh Kha, Diêu An Na, Hứa Tri Viễn
- Tập 8: Dương Địch, Diêu An Na, Sa Dật, Đinh Nhất Đằng, Ngô Bỉ, Khuất Sở Tiêu
- Tập 9: Sa Dật, Đinh Nhất Đằng, Ngô Bỉ, Khuất Sở Tiêu
- Tập 10: Lưu Dịch Quân, Lưu Chấn Vân, Trần Nhược Hiên, Đổng Hạo Nhiên

## Giải thưởng
| Năm  | Lễ trao giải                          | Giải thưởng                        | Chương trình             | Kết quả |
| ---- | ------------------------------------- | ---------------------------------- | ------------------------ | ------- |
| 2018 | Lễ trao giải Bạch ngọc lan lần thứ 24 | Tiết mục truyền hình xuất sắc nhất | Hướng về cuộc sống mùa 1 | Đề cử   |
| 2020 | Lễ trao giải Bạch ngọc lan lần thứ 26 | Tiết mục truyền hình xuất sắc nhất | Hướng về cuộc sống mùa 3 | Đề cử   |

## Hoạt động tuyên truyền

### Mùa 1 - Nông dân
| Thời gian | Chương trình | Tham gia                         |
| --------- | ------------ | -------------------------------- |
| 4-3-2017  | Happy Camp   | Hà Cảnh, Huỳnh Lỗi, Lưu Hiến Hoa |

### Mùa 2 - Giang Nam
| Thời gian | Chương trình | Tham gia                                         |
| --------- | ------------ | ------------------------------------------------ |
| 12-5-2018 | Happy Camp   | Hà Cảnh, Huỳnh Lỗi, Lưu Hiến Hoa, Bành Dục Sướng |

### Phần 3 · Tương Tây [ sửa ]
| thời gian | Hoạt động  | Người tham dự                      |
| --------- | ---------- | ---------------------------------- |
| 6-4-2019  | Happy Camp | Hà Cảnh, Huỳnh Lỗi, Bành Dục Sướng |